# The Dillinger Escape Plan
The Dillinger Escape Plan là một ban nhạc mathcore người Mỹ từ Morris Plains, New Jersey hiện đang ký hợp đồng với Sumerian Records. Ban nhạc thành lập vào năm 1997 sau sự tan rã của Arcane, một nhóm hardcore punk gồm Ben Weinman, Dimitri Minakakis, và Chris Pennie. Nhân sự hiện tại của ban nhạc gồm hai tay guitar Ben Weinman và James Love, tay bass Liam Wilson, hát chính Greg Puciato, và tay trống Billy Rymer. Tên ban nhạc xuất phát từ tên cướp nhà băng John Dillinger.

## Lịch sử

### Những năm đầu (1997–1998)
The Dillinger Escape Plan thành lập năm 1997 và tiền thân là một nhóm hardcore punk tên Arcane. Trước Arcane, Adam Doll, Craig McKeown, John Fulton, và Chris Pennie chơi cùng nhau trong các ban nhạc tên Samsara và Malfactor từ 1992–1997. Ban nhạc được quản lý bởi Tom Apostolopoulos và tay guitar Ben Weinman, Arcane thu âm một demo dưới tên The Dillinger Escape Plan, xuất phát từ một tên cướp nhà băng thập niên 1930 là John Dillinger, nổi tiếng vì nhiều lần đào tẩu khỏi nhà tù. Hãng đĩa Now or Never Records muốn phát hành demo này. Demo đó được phát hành thành một EP bởi Now or Never Records năm 1997. Không lâu trước khi đi lưu diễn dưới tên mới, tay guitar Derek Brantley rời nhóm và được thay thế bởi John Fulton.
Vào thời kỳ này, The Dillinger Escape Plan nhận được sự chú ý trong giới hardcore punk vì các màn trình diễn của họ. Các màn trình diễn cực kỳ mãnh liệt và điên loạn, đôi khi có cả bạo lực. Các lần biểu diễn, cũng như sự sáng tạo và kỹ thuật trong âm nhạc đã khiến ban nhạc được Relapse Records chú ý. Ban nhạc đồng ý ký hợp đồng, và phát hành EP thứ hai với Relapse, tên Under the Running Board. Sau khi EP phát hành, Fulton rời ban nhạc.

## Thành viên
| Hiện tại - Ben Weinman – lead guitar, programming, hát phụ, keyboard (1997–nay) - Liam Wilson – bass (2000–nay) - Greg Puciato – hát chính (2001–nay) - Billy Rymer – trống, bộ gõ (2009–nay) - James Love – rhythm guitar (2012–nay; tour - 2004-2006) | Trước đây - Chris Pennie – trống (1997–2007) - Dimitri Minakakis – hát chính (1997–2000) - Adam Doll – bass (1997–1999), keyboard (2001–2002) - Derek Brantley – rhythm guitar (1997) - John Fulton – rhythm guitar (1997–1999) - Brian Benoit – rhythm guitar (1999–2007) - Jeff Tuttle – rhythm guitar, hát phụ (2007–2012) - Gil Sharone – trống (2007–2009) |

## Danh sách đĩa nhạc
Album phòng thu
- Calculating Infinity (1999)
- Miss Machine (2004)
- Ire Works (2007)
- Option Paralysis (2010)
- One of Us Is the Killer (2013)